# Étienne Fabre
Étienne Fabre, nacido el 5 de agosto de 1996 en Rodez y fallecido el 10 de diciembre de 2016 en el Macizo del Bauges (Chambéry), fue un ciclista francés.
Étienne Fabre falleció víctima de un accidente mientras se encontraba haciendo senderismo junto a cuatro amigos en una excursión de montaña por el Macizo del Bauges. Resbaló sobre el hielo y sufrió una caída de cerca de 350 metros de altura resultando mortal.
Además de ser ciclista, estaba estudiando en el Institut national des sciences appliquées de Lyon.

## Palmarés
- No consiguió ninguna victoria como profesional